# 브누아 망델브로
브누아 망델브로(프랑스어: Benoît B. Mandelbrot, 1924년 11월 20일 ~ 2010년 10월 14일)는 폴란드 태생 프랑스와 미국의 수학자이다. 프랙털 기하학 분야를 연 중요한 사람 중 하나로 평가된다. 예일 대학교의 명예 교수, IBM 토머스 J. 왓슨 연구소의 명예 펠로이다.

## 삶
바르샤바에 사는 리투아니아 유대인 가족에서 태어났다. 1936년에 가족이 프랑스 파리로 옮겼고, 브누아는 파리의 저명한 수학자였던 친삼촌 숄렘 만델브로이트(숄렘 망델브로이 Szolem Mandelbrojt)에게 수학을 배웠다.
제2차 세계 대전이 발발했을 때 망델브로 가족은 튈로 옮겼다. 브누아 망델브로는 1944년에 다시 파리로 돌아가 에콜 폴리테크니크에서 가스통 쥘리아와 폴 피에르 레비에게 가르침을 받았다. 1947년에 에콜 폴리테크니크를 졸업하고 나서 미국 캘리포니아 공과대학교에서 2년 동안 항공학을 공부했다. 다시 프랑스로 돌아가 1952년에는 파리 대학에서 수리과학에서 박사 학위를 받았다.
브누아 망델브로는 1949년부터 1957년까지 Centre National de la Recherche Scientifique의 연구원이었다. 그 사이에 존 폰 노이만의 지원으로 프린스턴 고등연구소에서 1년동안 있었다. 1955년에 Aliette Kagan과 결혼하여 제네바에서 살다가 1958년에 미국으로 옮겼다.
미국에서 망델브로는 뉴욕주 요크타운 하이츠에 있는 IBM의 토머스 J. 왓슨 연구소의 연구원으로 있었다. 그 뒤로 계속 IBM에 있는데, IBM 펠로, 그리고 그 뒤로 명예 펠로가 되었다.
1955년부터 망델브로는 정보이론 · 경제학 · 유체 역학 등 다양한 분야의 논문을 발표했다. 그는 자기닮음 구조가 실제 세계의 문제에도 통하고 있다고 믿게 되었다. 1975년에 망델브로는 이런 구조의 도형을 나타내는 말로 ‘프랙털’이라는 낱말을 만들어서 그의 생각을 〈Les objets fractals, forme, hasard et dimension〉(프랙털 - 형태, 우연성과 차원)이라는 논문으로 발표했다.
1979년에 하버드 대학교에 교수로서 두 번째로 초빙되었을 때, 망델브로는 가스통 쥘리아와 피에르 파투(Pierre Fatou)가 전에 연구했던, 복소평면 위의 프랙털인 쥘리아 집합을 연구했다. 그는 컴퓨터를 이용해 공식 z2 + c에 의한 프랙털이 c 값에 의해 어떻게 달라지는지를 연구하다가 망델브로 집합을 발견해 자신의 이름을 붙였다.
1982년에 망델브로는 《The Fractal Geometry of Nature》라는 책을 펴냈다. 이 책은 프랙털이 전문 수학과 대중 수학 모두에 퍼질 수 있도록 영향을 주었다.
1987년에 IBM에서 퇴직하고 나서 그는 예일 대학교 수리과학의 명예교수(Sterling Professor)로 재임했다. 2003년에 일본 상을 받았다.

## 이름의 발음 및 한글 표기
망델브로의 성은 이디시어 또는 독일어로 아몬드 빵을 뜻하는 Mandelbrot(‘만델브로트’)이다. 영어식 발음은 사전에 따라 다른데, Merriam-Webster Collegiate Dictionary와 Longman Pronouncing Dictionary에는 [ˈmæn.dəlˌbɹoʊt](맨덜브로트), Bollard Pronouncing Dictionary of Proper Names에는 [ˈmæn.dəlˌbɹɔː](맨덜브로), American Heritage Dictionary에는 [ˈmɑːn.dəlˌbɹɑt](만덜브롯)이라고 나와있다.
한글 표기로는, 국립국어원 외래어 표기법 용례집에는 프랑스어식으로 "브누아 망델브로"로 표기한다.

## 참고 문헌
- O’Connor, John J.; Robertson, Edmund F. “브누아 망델브로”. 《MacTutor History of Mathematics Archive》 (영어). 세인트앤드루스 대학교.
- “브누아 망델브로”. 《수학 계보 프로젝트》 (영어). 미국 수학회.